# Richard Rogers
Richard George Rogers, Barão Rogers de Riverside (Florença, 23 de julho de 1933 – Londres, 18 de dezembro de 2021) foi um arquiteto italiano naturalizado britânico.
Recebeu o doutoramento honoris causa em Arquitectura pela Universidade de Florença em 2005.
Em 2006, foi o vencedor do Prémio Stirling pelo terminal 4 do Aeroporto de Barajas e em 2007 recebeu o Prêmio Pritzker pelo conjunto de sua obra.
Morreu em Londres em 18 de dezembro de 2021, aos 88 anos de idade.

## Principais obras
- Casa Rogers, Wimbledon, Londres (1968-1969);
- Casa Zip-Up (1968);
- Centro Pompidou em Paris, juntamente com Renzo Piano (1971-1977);
- Sede do Lloyd's, Londres (1978-1986);
- Sistema habitacional industrial na Coreia (1992);
- Palácio de Justiça de Bordéus (1992-1998);
- Centro Comercial em Ashford (1996-2000);
- Arranha-céu em Leadenhall Street, Londres (2002-2006);
- Parlamento de Gales em Cardiff (1998-2005);
- Aeroporto Internacional Barajas em Madrid (1997-2005);
- Terminal 2 do Aeroporto de Xangai (2003);
- Domo do Milênio, Londres